# 소극
소극(笑劇) 혹은 파르스(Farce)는 프랑스 중세극에서 기원한 연극으로, 짤막하고 우스꽝스러운 희극이다. 영어 발음으로 '파스'라 하기도 한다. 소극은 매우 과장되고, 사치스럽고, 우스꽝스럽고, 터무니없고, 있을 법하지 않은 상황을 통해 청중을 즐겁게 하려는 코미디이다. 소극는 또한 신체적 유머를 많이 사용하는 것이 특징이다. 고의적인 부조리 또는 넌센스의 사용, 실제 상황, 사람, 사건 및 상호 작용에 대한 풍자, 패러디 및 조롱, 가능성이 낮고 유머러스한 잘못된 의사소통 사례, 우스꽝스럽고, 있을 법하지 않으며, 과장된 캐릭터, 그리고 광범위하게 양식화된 공연이 수반될 수 있다.

## 역사
원래 중세 프랑스 연극은 교회의 전례극(théâtre médiévale)으로, 군중에게 신구약의 일화를 설명하는 목적의 연극으로, 노래를 통해 관중을 끌여들이는 역할을 했다. 초기에는 당시의 전례언어인 라틴어 위주였고, 불어로 되어있는 익살스럽고 즉홍적인 세속대목(passages profanes)이 끼어있는 정도였으나 시간이 갈수록 라틴어 부분이 도리어 소멸해가고 불어 장면의 비중이 커지는 주객전도가 일어나자 불안해진 교회는 연극을 전례에서 퇴출한다. 본디 '파르스(farce)'란 굽는 요리에서 다양한 재료로 채우는 속을 일컫는 것으로, 이런 막간극 역시 전례극의 속을 채운다는 의미로 파르스라 불렸다. 연극이 교회에서 추방당하고 이러한 '속'은 더 이상 부산물이 아닌 독립적인 문학형식으로서 쓰이게 된다.

### 대표작
중세 프랑스 소극의 대표작으로서는 파틀랭 선생(1470, Maistre Pierre Pathelin)을 들 수 있다. 욕심많고 잔꾀부리는 변호사 파틀랭의 속고 속이는 일화를 그린 이 작품은 엄청난 인기를 얻어 소극 형식은 전유럽에 퍼져나가게 된다.

### 중세 이후
소극은 중세 프랑스에서 이후에도 여러 나라에서 계속 창작되었다. 오늘날의 TV의 코미디 프로 등도 넓게 보면 소극의 일종이라고 할 수 있다.

### 소극의 기원
고대 그리스·로마 연극, 즉 아리스토파네스·플라우투스의 희극과 이탈리아의 민속극 파불라 아텔라나(fabla Atellana)에서 찾아볼 수 있다